# Skäfthammars församling
Skäfthammars församling var en församling i Hökhuvud, Ekeby och Skäfthammars pastorat i Olands och Frösåkers kontrakt i Uppsala stift i Svenska kyrkan. Församlingen låg i Östhammars kommun i Uppsala län. Församlingen uppgick 2014 i Skäfthammar-Hökhuvuds församling.

## Administrativ historik
Församlingen har medeltida ursprung.
Församlingen utgjorde under medeltiden ett eget pastorat för att därefter senast från 1500-talet till 1962 vara annexförsamling i pastoratet Hökhuvud och Skäfthammar. Från 1962 till 1972 var den annexförsamling i pastoratet Ekeby och Skäftshammar. Från 1972 var församlingen annexförsamling i pastoratet Hökhuvud, Skäfthammar och Ekeby.
Församlingen uppgick 2014 i Skäfthammar-Hökhuvuds församling.

## Kyrkor
- Skäfthammars kyrka